# Косован, Анатолий Павлович
Анато́лий Па́влович Косова́н (род. 3 августа 1942) — российский учёный в области экономики хлебопечения, академик РАСХН (2010), академик РАН (2013).

## Биография
Родился 3 августа 1942 г. в с. Козаровка Винницкой области УССР. Окончил Киевский технологический институт пищевой промышленности (1972) и Академию народного хозяйства при Совете Министров СССР (1983).
- 1973—1976 главный инженер Киевского хлебозавода № 11,
- 1976—1981 начальник производственно-технического отдела, с 1977 заместитель начальника -главный инженер Украинского промышленного объединения хлебопекарной промышленности,
- 1981—1983 учёба в АНХ при Совете Министров СССР,
- 1983—1984 главный инженер Укрмакаронхлебпрома,
- 1984—1985 главный инженер Укрхлебпрома,
- 1985—1986 и. о. начальника отдела — главный инженер Управления хлебопекарной промышленности Министерства пищевой промышленности РСФСР,
- 1986—1991 заместитель начальника — главный инженер Управления хлебопекарной и макаронной промышленности Министерства хлебопродуктов РСФСР, в 1989 году защитил кандидатскую диссертацию «Экономическая и социальная эффективность новых форм организации труда: на материалах хлебопекарной отрасли».
- 1992—2017 директор Государственного НИИ хлебопекарной промышленности (ФГАНУ «Научно-исследовательский институт хлебопекарной промышленности»). В 1998 году защитил докторскую диссертацию «Научное обеспечение планирования производства в период активных структурных преобразований экономики: на примере хлебопекарной промышленности» (научный консультант В. В. Денискин; официальные оппоненты В. В. Гусев, И. А. Дубровин, Ф. Н. Клоцвог).

С 2017 года — советник директора вышеназванного НИИ.
Руководитель и непосредственный участник разработки новых технологий производства хлебобулочных изделий.

## Награды
Доктор экономических наук (1998), профессор (1992), академик РАСХН (2010), академик РАН (2013).
Заслуженный работник пищевой индустрии Российской Федерации (1996). Награждён орденом «За заслуги перед Отечеством» 4 степени (2002) и орденом Почёта (2024).

## Публикации
- Проблемы планирования хлебопекарного производства в условиях рынка (теория, методология, практика). — М.: Изд. комплекс МГУПП, 1998. — 290 с.
- Технологическое оборудование хлебопекарных предприятий / соавт.: М. И. Полторак, Т. В. Торкунова; Рос. союз пекарей, Гос. НИИ хлебопекар. пром-сти. — М., 2000. — 243 с.
- Исследование потенциала развития предприятий хлебопекарной отрасли и разработка основных направлений его использования. — М., 2006.- 398 с.
- Методическое руководство по определению химического состава и энергетической ценности хлебобулочных изделий / соавт.: Г. Ф. Дремучева, Р. Д. Поландова; Гос. НИИ хлебопекар.пром-сти.- М., 2008.- 208 с.
- Сырье хлебопекарного производства. Т.2: справ. / ГНУ Гос. НИИ хлебопекар. пром-сти. — М., 2009. — 351 с.
- Микробиологический контроль производства пищевых продуктов из зерна: учеб. пособие… / соавт.: Г. Г. Юсупова и др.; ГНУ Гос. НИИ хлебопекар. пром-сти и др. — М.: Моск. тип., 2010. — 422 с.
- Концептуальные подходы к формированию образа хлебопекарного предприятия середины XXI века и формулированию тематики фундаментальных научных изысканий: моногр. / ГНУ Гос. НИИ хлебопекар. пром-сти. — М., 2011. — 52 с.
- Пищевые ингредиенты в производстве хлебобулочных и мучных кондитерских изделий / соавт.: Л. И. Кузнецова и др. — М.: ДеЛи плюс, 2013. — 526 с.
- Инновационное развитие хлебопечения в России: (концептуальные подходы к формированию образа хлебопекарного предприятия середины XXI века): моногр. — М.: Буки Веди, 2014. — 323 с.
- Техника высокоресурсных и энергоэффективных пневмотранспортных систем / соавт.: П. С. Ейвин и др. — М.: ДеЛи плюс, 2015. — 159 с.